# South Park (12.ª temporada)
A décima oitava temporada da série de desenho animado estadunidense South Park começou a ser exibida em 12 de março de 2008. A décima segunda temporada encerrou após a exibição do último episódio em 19 de novembro de 2008. O ex membro do Saturday Night Live Bill Hader foi creditado como consultor a partir desta temporada. Parker foi o diretor e escritor da décima segunda temporada. Stone também foi o escritor do terceiro episódio da décima segunda temporada.

## Recepção
A décima segunda temporada recebeu críticas, em sua maioria, positivas dos críticos e fãs. Travis Fickett da IGN deu a temporada 7.5/10, dizendo que era "bom" e "décima segunda temporada não é ruim, é apenas não muito boa. Há uma série de falhas de ignição e chamou a atenção na ausência de episódios clássicos. Isso é uma raridade para um série que muitas vezes tem fãs chamando amigos na manhã seguinte para dizer "Oh meu Deus, você viu South Park?"